# Ueli Witzig
Ueli Witzig (* 26. Mai 1946 in Fischenthal im Tösstal, Kanton Zürich) ist ein Schweizer Designer.

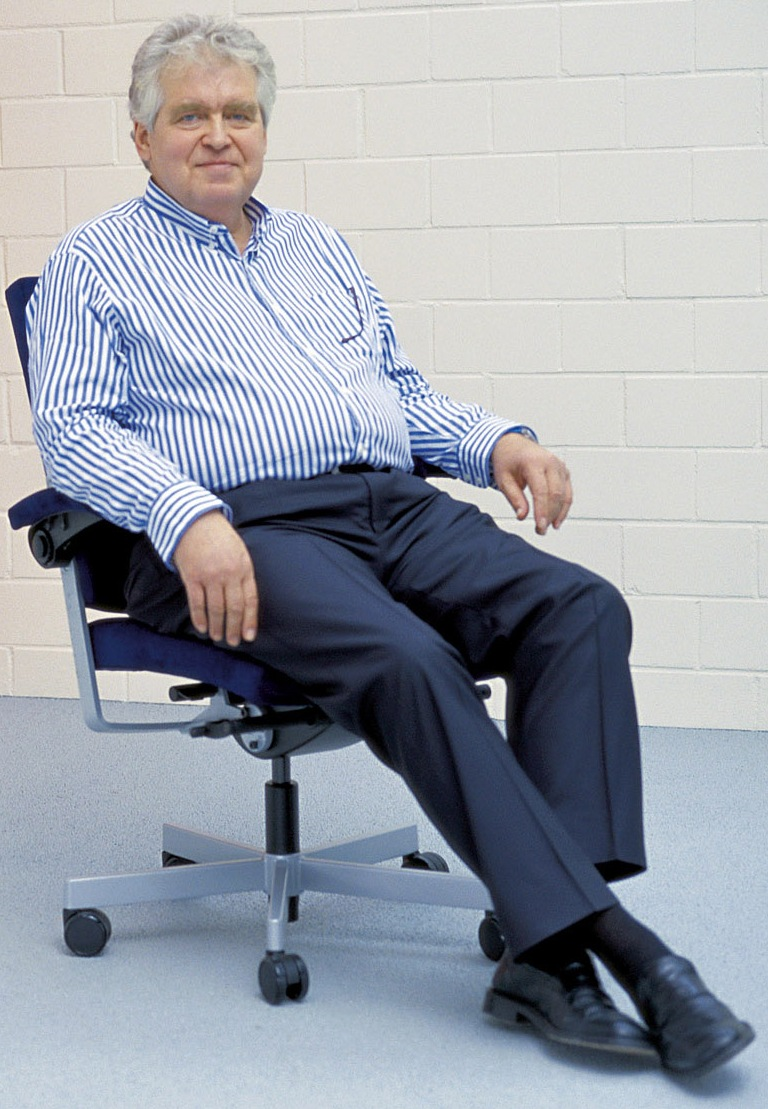
Ueli Witzig

## Leben
Ueli Witzig begann 1963 seine Ausbildung mit einem Vorkurs an der Kunstgewerbeschule Zürich gefolgt 1964 bis 1967 von einer Töpferlehre an der Schweizerischen Keramikfachschule in Renens bei Lausanne. In 1967 absolvierte er ein Kunststoffpraktikum bei der Weidmann AG in Rapperswil SG. Damit war sein Weg in das Produktdesign geebnet. Von 1967 bis 1968 studierte er an der Hochschule für Gestaltung in Ulm. Nach dem Abschluss der Ausbildung arbeitete er als Designer bei Walser Design in Zürich und schuf das Design von mechanischen Rechnungsmaschinen der Hermes Precisa sowie für das Profi-Tonbandgerät von Sondor Zollikon.

## Berufliche Laufbahn
- 1964 bis 1968 in Ausbildung
- 1969 bis 1972 bei Walser Design in Zürich
- Seit 1973 als freischaffender als Industrie- und Produktdesigner mit eigenem Atelier in Wolfhausen im Kanton Zürich tätig

## Werke
Ueli Witzig schuf unter anderem folgende Designs und Formen:

### Tram und Bahnen
Für Bombardier Transportation (damals noch Schweizerische Wagons- & Aufzügefabrik AG (SWS) in Schlieren und später Schindler Basel) in den 1970er und frühen 1980er Jahren das Aussen- und Innendesign:
- Verkehrsbetriebe Zürich Be 4/6 Tram 2000
- Forchbahn FB 2000
- Tram Neuenburg
- gelb-orangens Basler Tram
- Schweizerische Bundesbahnen Einheitswagen EW IV Eisenbahnwagen
- Vorortzug der Bodensee-Toggenburg-Bahn (heute Schweizerische Südostbahn) und Bern-Lötschberg-Simplon-Bahn (heute BLS AG)
- rosa-rote Rigi-Bahn

### Sanitärtechnik
Für Geberit seit 1975 bis heute:
- alle Aufputzspülkästen (170 Mio. produzierte Stück weltweit)
- alle Unterputzspülplatten
- Bedienungsschalter
- Balena Dusch-WC
- Pissoirtrennwände

Für Keramik Laufen (Schweiz) in den 1980er Jahren:
- Überarbeitung der Mobello Toiletten- und Spülbecken-Serie
- Überarbeitung der Moderna Toiletten- und Spülbecken-Serie
- Capella Oeschbag

Für Unilever von Mitte der 1970er Jahre bis Mitte der 1980er Jahre:
- Gloria Shampoo Verpackung
- Metadent C / Bene-fit / Zahnbürsten
- Seifen
- Seifenverpackungen
- Rexona Douche

### Haushaltgeräte
Für V-Zug in den 1990er Jahren:
- Geschirrspüler
- Waschmaschinen

### Büromöbel
Für SITAG seit 1981 bis heute:
- Stuhlreihen:
- Sulky Stuhlreihe
- Soleil / Mondo
- Liberty
- Realy
- Reality (60'000 produzierte Stück pro Jahr)
- Emotion
- Sitag One
- Möbelreihen:
- Cosmos
- Soleil / Mondo
- Ascent
- Cubic

Stilo Büromöbel im Jahr 1975:
- Bürocorpus

LISTA in den 1980er Jahren:
- Bürocorpus
- Bürotrennwände
- Designbüroline „Artline“

## Artikel
- dialog, Aktuelles für Geberit Partner, Ausgabe Mai > 02: Seite 5 bis 7, Artikel Hochwertiges Design für den Alltag – die Erfüllung eines Traumes
- Mensch & Büro, Spezialausgabe 3 | 2006: Das Sonderheft zur Schweizer Büromöbelbranche, Seite 12 und 13, Artikel Designer aus Berufung von Christiane Maruschke